# Célula glial radial

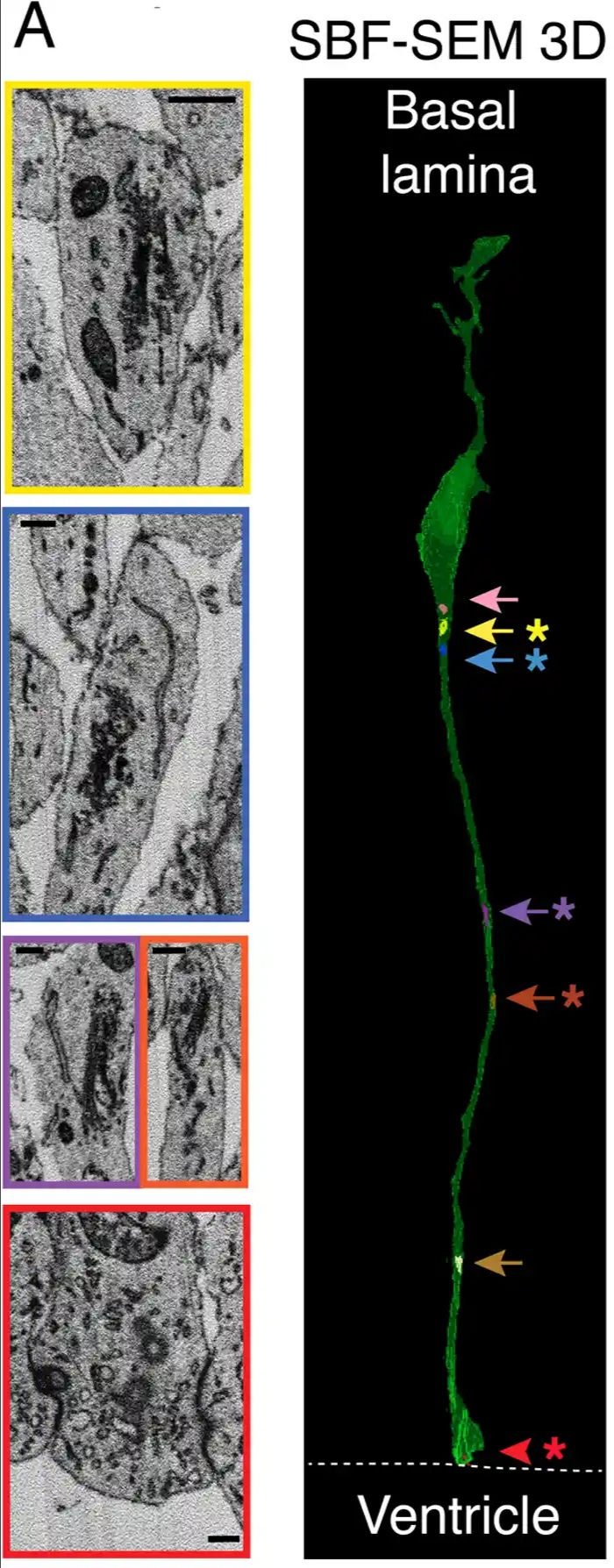
Glia radial embrionária.

Uma célula glial radial é uma célula com uma forma bipolar que abrange toda a largura do córtex no desenvolvimento embrionário do sistema nervoso central (SNC) e que serve como progenitor primário capaz de gerar neurônios, astrócitos e oligodendrócitos.
Durante seu desenvolvimento, neurônios recém-nascidos usam glia como suportes que transita ao longo das fibras gliais radiais para alcançar seus destinos finais.  Não importa o destino que tenha a população de células da glia radial, foi demonstrado pela análise clonal que a maioria das glia radiais tem destinos unipotenciais ou multipotenciais restrito.  A glia radial pode ser encontrada durante a fase neurogênica em todos os vertebrados.
O termo "glia radial" refere-se às características morfológicas das primeiras células desse tipo a serem observadas, ou seja, os processos radiais (prolongamentos) e sua semelhança com astrócitos, outro membro da família das células gliais.

## Descobrimento
Camillo Golgi, utilizando sua técnica de coloração com prata (posteriormente chamada de método de Golgi), descreveu pela primeira vez células orientadas radialmente localizadas do canal central para a superfície externa da medula espinhal da galinha em 1885.
Usando o método de Golgi, Giuseppe Magini estudou posteriormente a córtex cerebral do feto em mamíferos em 1888, confirmando assim a presença de células com esta morfologia no córtex (também anteriormente descrito por Kölliker).  Ele observou "várias varizes ou inchaços" nas fibras radiais. Intrigado, Magini também observou que o tamanho e o número dessas varizes aumentavam mais tarde no desenvolvimento e estavam ausentes no sistema nervoso adulto.  Com base nessas descobertas, Magini levantou a hipótese de que essas veias varicosas poderiam estar desenvolvendo neurônios. Usando uma combinação dos métodos de Golgi e coloração com hematoxilina, Magini foi capaz de identificar essas varizes como células, algumas das quais fortemente associadas às fibras radiais.
Além disso, outros trabalhos anteriores foram importantes para elucidar a identidade e a função da glia radial, como os realizados por Santiago Ramón y Cajal, quem originalmente sugeriu que as células radiais eram um tipo de glia devido à sua semelhança com os astrócitos, e os realizados por Wilhelm His, quem também também propuseram que os axônios em crescimento poderiam usar células radiais para se orientar e guiar durante o desenvolvimento.
Apesar do período de interesse inicial pela glia radial, pouco se aprendeu sobre essas células até que a microscopia eletrônica e as técnicas imuno-histoquímicas estivessem disponíveis 60 anos depois.

## Origem

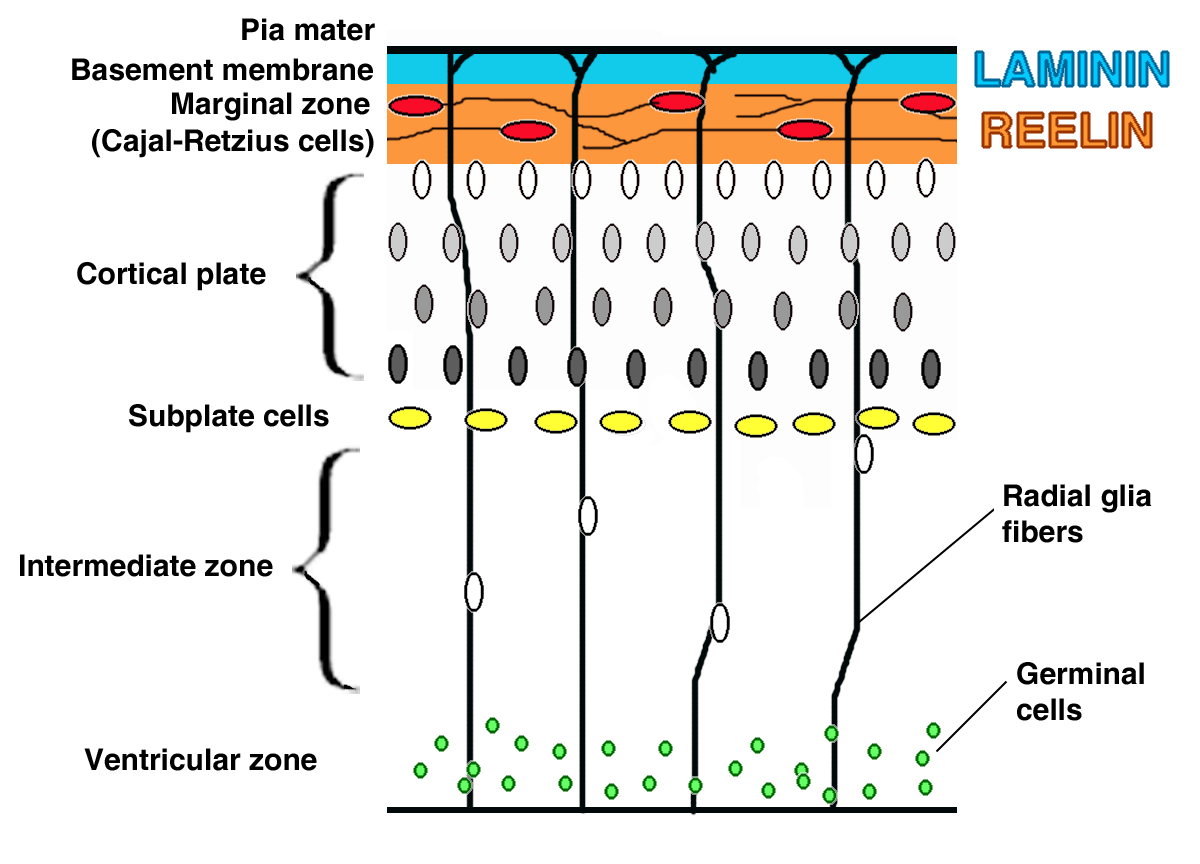
Glia radial durante o desenvolvimento embrionário.

As células gliais radiais se originam da transformação das células neuroepiteliais que compõem a placa neural durante as etapas iniciais da neurogênese pré-natal.  Esse processo é mediado pela diminuição da expressão de proteínas relacionadas ao epitélio (como as junções estreitas) e o aumento de características específicas da glia, como os grânulos de glicogênio, o transportador astrocítico de glutamato (GLAST), vimentina (uma proteína que conforma os filamentos intermediários) e em alguns casos, incluindo em humanos, a proteína ácida fibrilar glial (GFAP).
Após esta transição, a glia radial retém muitas das características originais das células neuroepiteliais, incluindo: sua polaridade apical-basal, sua localização ao longo dos ventrículos laterais da crosta em desenvolvimento e a migração de seu núcleo dependendo do ponto do ciclo celular em que estão localizados (um fenômeno chamado migração nuclear intercinética).

## Funções

### Progenitores

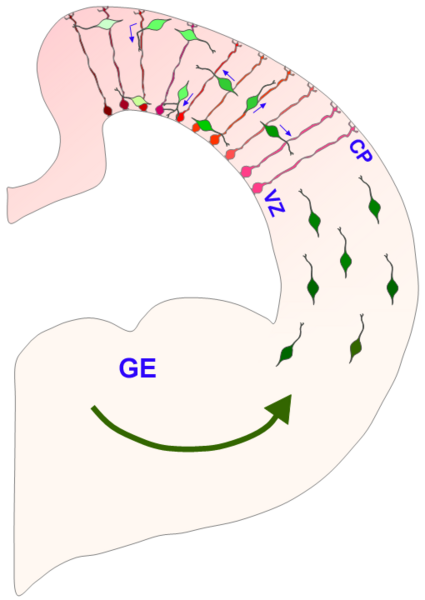
Interações gliais interneurônio-radiais no córtex cerebral em desenvolvimento.

As células gliais radiais já são reconhecidas como células progenitoras chave no desenvolvimento do sistema nervoso.  Durante as etapas tardias da neurogênese, as células gliais radiais dividem-se assimetricamente na zona ventricular, gerando assim novas células gliais radiais, bem como um neurônio pós-mitótico ou um progenitor intermediário (IPC por suas siglas em inglês) como células filhas. As células progenitoras intermediárias posteriormente se dividem simetricamente na zona subventricular para gerar mais neurônios.  Estímulos ambientais locais, como sinalização com Notch e o fator de crescimento de fibroblastos (FGF), o período de desenvolvimento e as diferentes habilidades da glia radial para responder a esses estímulos locais demonstraram influenciar o tipo de glia radial e células filhas da glia radial que serão produzidas.  A sinalização com FGF e Notch regula a proliferação glial radial e a taxa de neurogênese, que influencia a expansão da área de superfície do córtex cerebral e em sua capacidade de formar circunvoluções cerebrais (também conhecidos como giros cerebrais), processo conhecido como girificação.  Estudos recentes sugerem que estímulos do ambiente externo também podem influenciar na proliferação e diferenciação da glia radial.
No final do desenvolvimento cortical, a maior parte das células gliais radiais perde sua ligação aos ventrículos e migra em direção à superfície do córtex cerebral onde, em mamíferos, a maioria destas células se convertem em astrócitos durante o processo de gliogênese.
Embora tenha sido sugerido que a glia radial provavelmente dá origem à formação de oligodendrócitos, através da geração de células progenitoras de oligodendrócitos (OPCs), e embora seja possível gerar OPCs a partir de células gliais radiais in vitro, mais informações são necessárias para concluir que esse processo ocorre durante o desenvolvimento do cérebro.
Recentemente, foram descobertas células gliais radiais que geram apenas neurônios corticais da camada superior.  Como as camadas corticais superiores se expandiram enormemente recentemente e estão associadas ao processamento e pensamento de informações de alto nível, as células gliais radiais foram consideradas importantes mediadoras da evolução do cérebro.

### Orientação dos axônios
A primeira, melhor caracterizada e amplamente aceita função da glia radial é a de suporte para a migração neuronal nos córtices cerebral e cerebelar.  Esta função pode ser facilmente visualizada por meio de um microscópio eletrônico ou microscopia de lapso de tempo de alta resolução, através da qual pode ser visualizado em, através do qual é possível visualizar os neurônios envolvendo as células gliais radiais à medida que viajam em direção ao córtex.  Evidências adicionais sugerem que muitos neurônios podem se mover entre as fibras radiais vizinhas durante a migração.
Embora a migração neuronal excitatória seja em grande parte radial, foi demonstrado que os neurônios GABAérgicas inibidores sofrem migração tangencial. Neurônios que migram tangencialmente também aparentemente fazem contato com fibras gliais radiais no córtex em desenvolvimento em furões (Mustela putorius furo), o que se relaciona com células gliais radiais em ambas as formas de migração.
Como a glia radial se diferencia no final do desenvolvimento do medula espinhal, próximo ao início da gliogênese. Ainda não está claro se a glia radial está envolvida na neurogênese na medula espinhal ou a migração.

### Compartimentalização
Também foi demonstrado que a glia radial está envolvida na formação de limites entre os diferentes tratos dos axônios e as áreas de substância branca no cérebro.

## Subtipos da glia radial

### Glia de Müller
As glias de Müller são células gliais radiais que estão presentes na retina em desenvolvimento, assim como na fase adulta.  Assim como no córtex, a glia de Müller possui processos (prolongamentos) que cobrem toda a extensão da retina, desde a camada de células basais até a camada apical. Ao contrário da glia radial cortical, no entanto, a glia de Müller não se apresenta na retina até depois das primeiras rodadas de neurogênese. Alguns estudos sugerem que a glia Mülleriana pode se diferenciar em progenitores neurais prontos para se dividir em resposta a lesões.
As características que realmente diferenciam a glia Mülleriana da glia radial em outras áreas do cérebro são suas propriedades ópticas. A maior parte da retina dispersa amplamente a luz, sugerindo que a glia de Müller funciona como a principal fibra responsável pela transmissão de luz aos fotorreceptores na parte posterior da retina. As propriedades que ajudam a glia Mülleriana a conseguir isso incluem um número limitado de mitocôndrias (as quais dispersam a luz), assim como um arranjo interno de filamentos proteicos.
A glia de Müller é o único tipo de macroglia na retina, pelo que é responsável por muitas funções de apoio que normalmente realizam os astrócitos e oligodendrócitos no restante do SNC.

### Glia de Bergmann

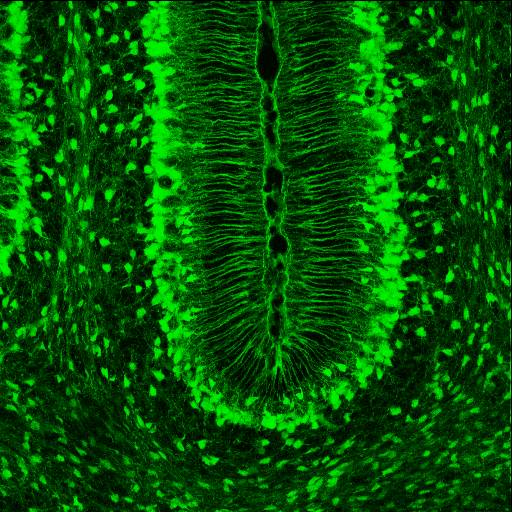
A glia de Bergmann do cerebelo, colorida de verde mostrando expressão do gene Slcla3.

A glia de Bergmann se localiza no cerebelo onde pode ser encontrado desde estágios muito iniciais de desenvolvimento e desempenha um papel essencial na migração das células cerebelares de Purkinje e as células granulares cerebelares. A glia de Bergmann é caracterizada por múltiplas ramificações radiais, ao contrário dos processos únicos na glia radial de outras áreas do cérebro, que estendem ao longo do córtex cerebral.  Como a glia de Bergmann persiste no cerebelo, e desempenha muitos papéis característicos dos astrócitos, também são conhecidos como "astrócitos especializados".  Além de seu papel no desenvolvimento inicial do cerebelo, a glia de Bergmann é necessária para a poda sináptica.